# Otto Dütsch
Otto Johann Anton Dütsch (también Otton Ivanovich Dyutsh; 25 de mayo de 1823-23 de abril de 1863) fue un compositor danés, que trabajó en San Petersburgo la mayor parte de su corta carrera.
Era hijo de Joachim Dütsch que trabajó para el ministerio de finanzas danés, pero que también era un profesor de música en el Instituto para Ciegos. Fue enseñado por Giuseppe Siboni en el Conservatorio de Copenhague. En 1840 fue a Dessau para estudiar durante 3 años. A continuación viajó a San Petersburgo, Rusia, donde se estableció como maestro de música. En 1852 se convirtió en repetiteur de coro y organista en el Teatro Imperial Ruso de San Petersburgo, y desde 1862, profesor de teoría musical. Murió en 1863 en Fráncfort.
Su obra más notable es la ópera Kroaterinden (La joven croata), que fue producido con éxito en San Petersburgo en 1860 con el éxito, con extractos interpretados en Copenhague en 1866 en la sociedad musical Euterpe. Además escribió canciones y música de piano.